# ماریا النا بوسکی
ماریا النا بوسکی (ایتالیایی: Maria Elena Boschi؛ زادهٔ ۲۴ ژانویهٔ ۱۹۸۱) (تلفظ ایتالیایی: [maˈri:a ˈɛ:lena ˈbɔski];) سیاست‌مدار اهل ایتالیا است.
وی از سال ۲۰۱۳ تاکنون عضو مجلس نمایندگان ایتالیا، از سال ۲۰۱۶ تا ۲۰۱۸ دبیر شورای وزیران ایتالیا و از سال ۲۰۱۴ تا ۲۰۱۶ وزیر اصلاحات قانون و روابط پارلمان ایتالیا بوده است.

## نگارخانه

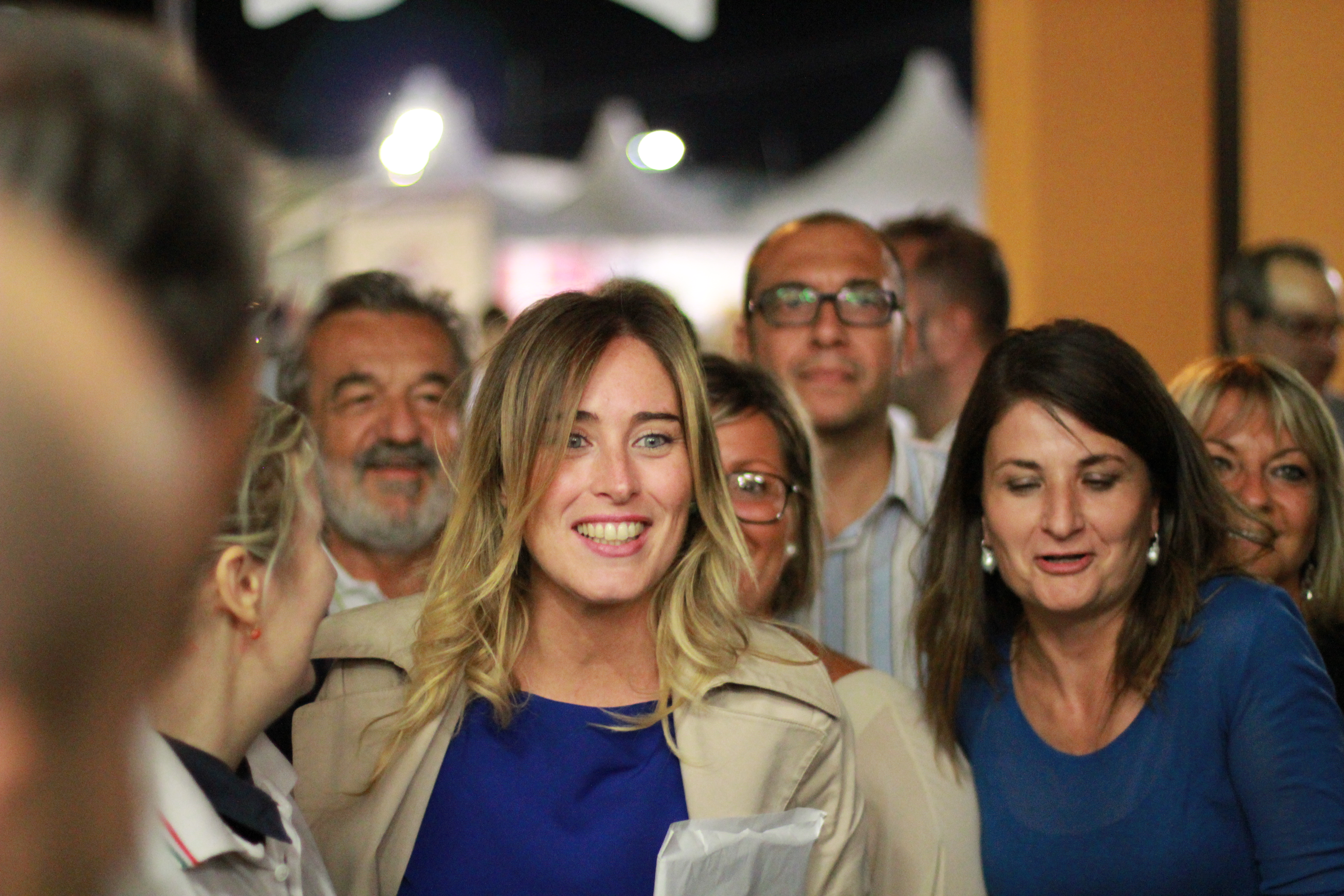
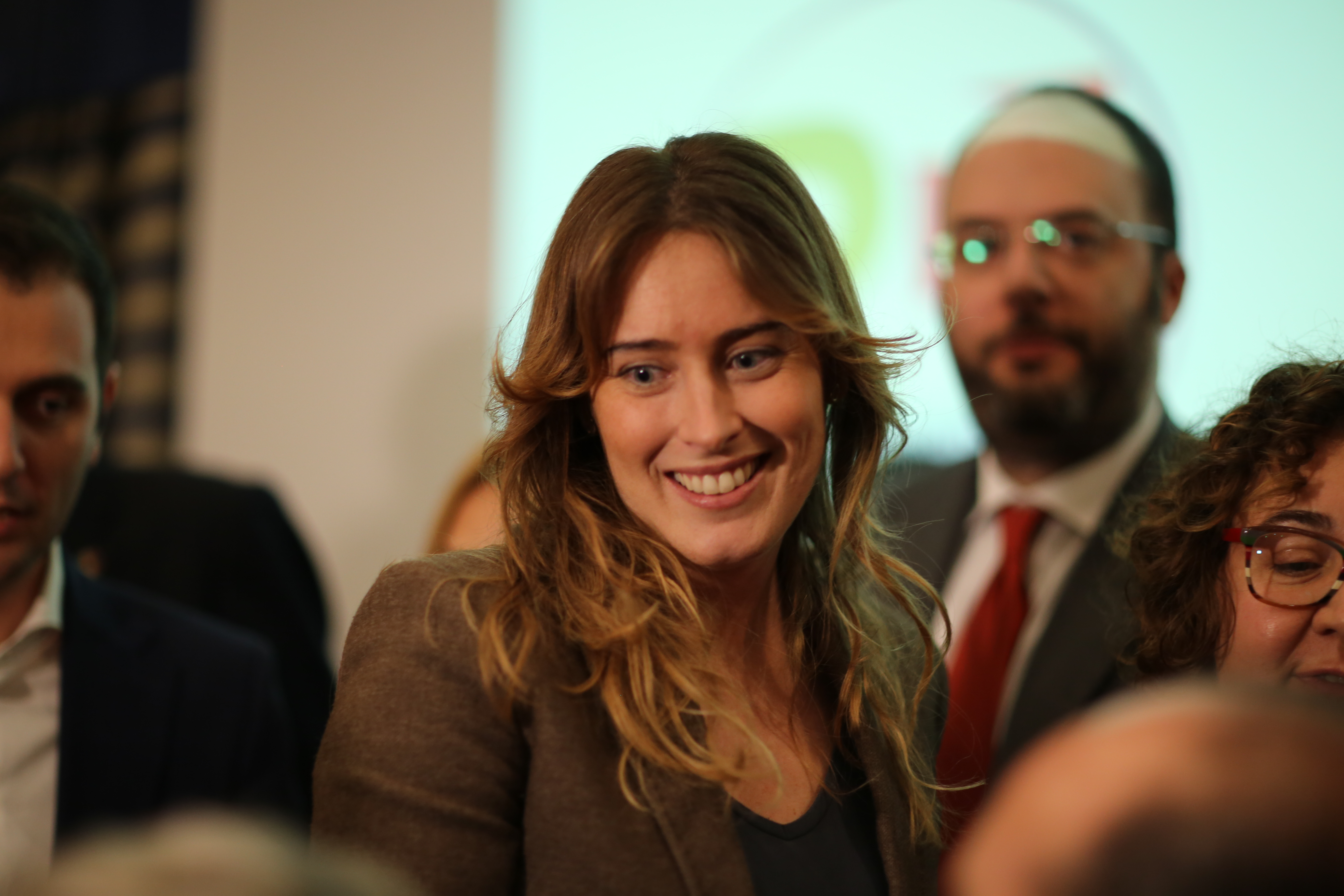
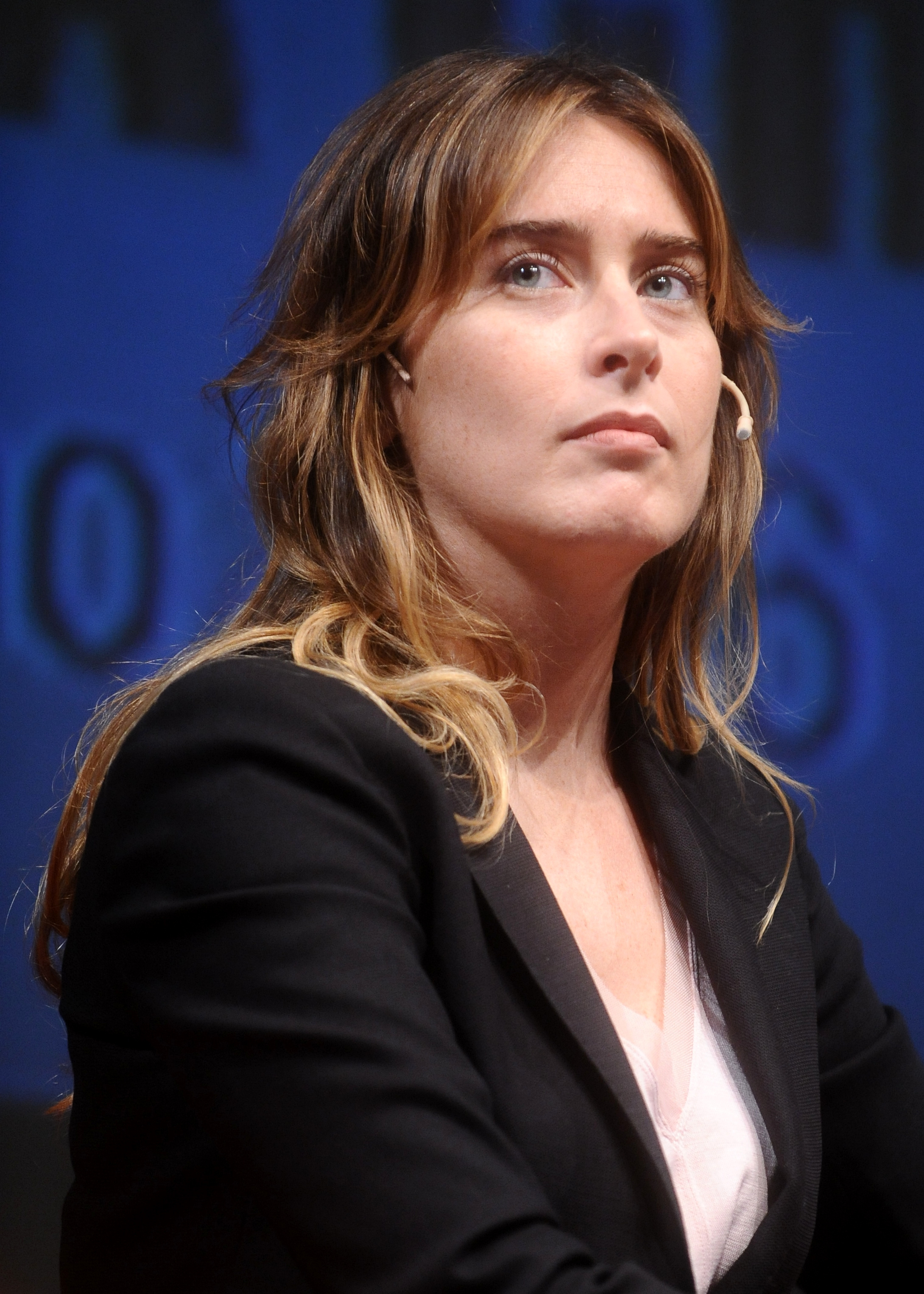